# Kundgol
Kundgol is een panchayatdorp in het district Dharwad van de Indiase staat Karnataka. 

## Demografie
Volgens de Indiase volkstelling van 2001 wonen er 16.837 mensen in Kundgol, waarvan 51% mannelijk en 49% vrouwelijk is. De plaats heeft een alfabetiseringsgraad van 64%. 